# Gare d'Ostheim - Beblenheim
La gare d'Ostheim - Beblenheim est une gare ferroviaire française fermée de la ligne de Strasbourg-Ville à Saint-Louis, située sur le territoire de la commune d'Ostheim, près de Beblenheim, dans la collectivité européenne d'Alsace, en région Grand Est.
Elle est mise en service en 1840 par la Compagnie du chemin de fer de Strasbourg à Bâle et fermée aux voyageurs, en 2002, par la Société nationale des chemins de fer français (SNCF).

## Situation ferroviaire
Établie à 185 m d'altitude, la gare fermée d'Ostheim - Beblenheim est située au point kilométrique (PK) 56,084 de la ligne de Strasbourg-Ville à Saint-Louis, entre les gares fermées de Ribeauvillé et de Bennwihr.

## Histoire
La « station d'Ostheim » est mise en service le 19 octobre 1840 par la Compagnie du chemin de fer de Strasbourg à Bâle, lorsqu'elle ouvre à l'exploitation la section de Benfeld à Colmar. Elle est établie, sur le territoire du ban communal d'Ostheim, c'est une forte commune qui compte 1 869 habitants.
C'est l'une des vingt stations qui étaient prévues sur le projet d'origine de la ligne et confirmées sur les études définitives. C'est une station de troisième classe, la superficie de son emprise, en dehors de celle de la ligne, est de sept ares. Construite sur un  remblai haut de 3,80 mètres, elle comprend notamment, un bâtiment principal, une cour de service, un petit bâtiment renfermant les dépendance, deux trottoirs (quais) d'une hauteur de vingt centimètres au-dessus des rails. Le bâtiment principal dispose d'un rez-de-chaussée avec le bureau et la salle d'attente, un soubassement avec le logement du receveur qui est en même temps garde-barrière. Il n'y a pas de cour voyageurs mais un élargissement du chemin de Beblenheim à Ostheim qui permet une entrée directe dans la salle d'attente.
Du 15 août 1841 au 31 mai 1842 la station d'Ostheim délivre des billets à 3 917 voyageurs pour une recette de 4 217,60 francs, auquel s'ajoute 99,85 francs pour le service des bagages et marchandises.
Le 20 avril 1854, la Compagnie des chemins de fer de l'Est succède à la Compagnie du chemin de fer de Strasbourg à Bâle.
En 1871, la gare entre dans le réseau de la Direction générale impériale des chemins de fer d'Alsace-Lorraine (EL) à la suite de la défaite française lors de la guerre franco-allemande de 1870 (et le traité de Francfort qui s'ensuivit).
En 1895, une gare aux marchandises est ajoutée à la station.
Le 19 juin 1919, la gare entre dans le réseau de l'Administration des chemins de fer d'Alsace et de Lorraine (AL), à la suite de la victoire française lors de la Première Guerre mondiale. Puis, le 1er janvier 1938, cette administration d'État forme avec les autres grandes compagnies la SNCF, qui devient concessionnaire des installations ferroviaires d'Ostheim - Beblenheim. Cependant, après l'annexion allemande de l'Alsace-Lorraine, c'est la Deutsche Reichsbahn qui gère la gare pendant la Seconde Guerre mondiale, du 1er juillet 1940 jusqu'à la Libération (en 1944 – 1945).

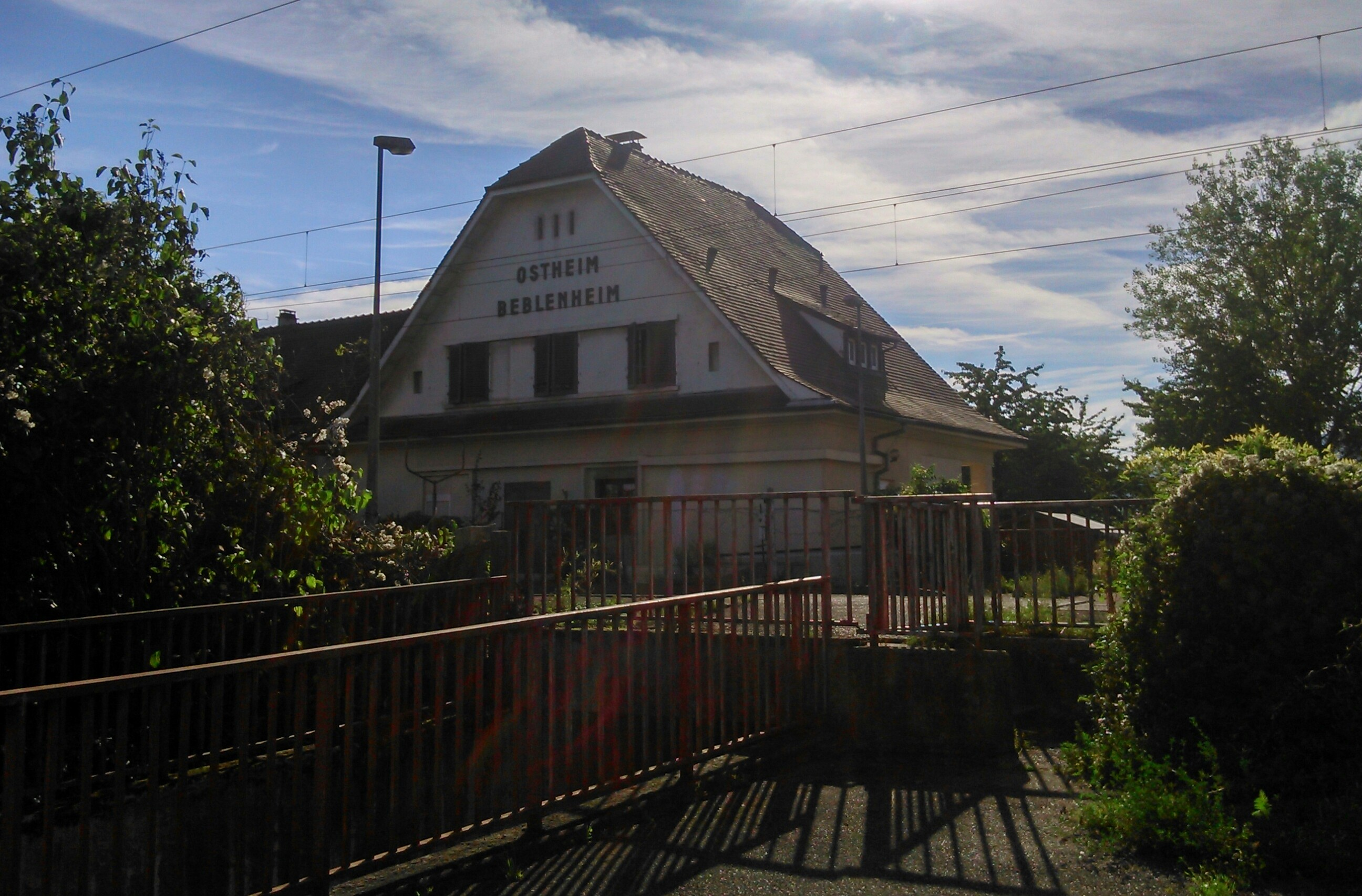
L'ancien bâtiment voyageurs, côté voies et l'entrée du passage souterrain.

Le bâtiment d'origine est détruit, comme le village, à la fin de la Seconde Guerre mondiale. Un nouveau bâtiment est construit, dans le style régional, au début des années 1950. L'actuel bâtiment voyageurs est d'une architecture similaire à celui de la gare de Ribeauvillé.
La gare d'Ostheim - Beblenheim est fermée au service des voyageurs en 2002.

## Service des voyageurs
Gare fermée. Les gares en service les plus proches l'entourant sont celles de Sélestat et de Colmar.

## Patrimoine ferroviaire
Le bâtiment voyageurs, construit au début des années 1950, est toujours présent sur le site de la gare. Il a été vendu à un particulier et est devenu une habitation privée. Un passage souterrain, accessible aux piétons et aux vélos, permet la traversée des voies. Il remplace l'ancien passage à niveau, la rue de la gare est en impasse de chaque côté des voies.